# Nezperce
Nezperce es una ciudad ubicada en el condado de Lewis en el estado estadounidense de Idaho. En el Censo de 2010 tenía una población de 466 habitantes y una densidad poblacional de 447,57 personas por km².

## Geografía
Nezperce se encuentra ubicada en las coordenadas 46°14′1″N 116°14′23″O / 46.23361, -116.23972. Según la Oficina del Censo de los Estados Unidos, Nezperce tiene una superficie total de 1.04 km², de la cual 1.04 km² corresponden a tierra firme y (0%) 0 km² es agua.

## Demografía
Según el censo de 2010, había 466 personas residiendo en Nezperce. La densidad de población era de 447,57 hab./km². De los 466 habitantes, Nezperce estaba compuesto por el 95.06% blancos, el 0% eran afroamericanos, el 4.08% eran amerindios, el 0.21% eran asiáticos, el 0% eran isleños del Pacífico, el 0% eran de otras razas y el 0.64% pertenecían a dos o más razas. Del total de la población el 0.64% eran hispanos o latinos de cualquier raza.